# Красная Берёза
Красная Берёза — деревня в Мосальском районе Калужской области. Входит в состав сельского поселения «Село Боровенск».

## География
Деревня находится на юго-западе Калужской области на расстоянии приблизительно 13 км на северо-восток по прямой от районного центра города Мосальск.

## История
Деревня была отмечена еще на карте 1840 года. В 1859 году здесь было отмечено 35 дворов.

## Население
Численность населения составляла:334 человека (1859 год), 545 (1914), 8 (русские 38 %, армяне 68 %)в 2002 году, 3 в 2010.